# NMBS/SNCB-Reihe 608
Die NMBS/SNCB-Reihe 608 bezeichnet einen belgischen Verbrennungstriebwagen.

## Geschichte
Die belgischen Staatsbahnen NMBS/SNCB erhielten 1939 vom Hersteller Forges et Fonderies d'Haine-Saint-Pierre sechs Verbrennungstriebwagen der Reihe 608, nachdem vom gleichen Hersteller im Jahr 1936 ein leistungsschwächerer Prototyp der Reihe 607 ausgeliefert worden war. Anders als bei den meisten anderen belgischen Triebwagen der Vorkriegszeit wurden nicht alle Fahrzeuge im Zweiten Weltkrieg zerstört. Der Triebwagen 608.05 wurde museal erhalten und stellt neben einem Fahrzeug der Reihe 551 den einzigen erhaltenen Triebwagen aus der Zeit vor 1940 dar. 608.05 wurde äußerlich aufgearbeitet und kann in einem Eisenbahnmuseum in Treignes besichtigt werden.

## Technik und Ausstattung
Der Verbrennungsmotor des Triebwagens wurde vom Hersteller Carels als Lizenzbau einer Ganz-Konstruktion hergestellt. Die Kraftübertragung erfolgt mechanisch. In der zweiten Wagenklasse sind 10 Sitzplätze, in der dritten Wagenklasse 54 Sitzplätze vorhanden.